# Warialda
Warialda ist eine Stadt im Nordosten des australischen Bundesstaates New South Wales. Sie liegt etwa 175 km nördlich von Tamworth, ca. 113 km südlich von Goondiwindi und ca. 75 km östlich von Moree an den Nordwesthängen des Hochlandes von New England. Die Stadt ist Teil der Local Government Area Gwydir Shire und hatte bei der Volkszählung 2021 eine Einwohnerzahl von 1.130.

## Geschichte
Der Name der Stadt am Warialda Creek bedeutet im Deutschen Ort des wilden Honigs.
Warialda war die erste Siedlung an den Nordwesthängen des Hochlandes, die das Stadtrecht erhielt, vermutlich in den 1830er-Jahren. Sie war das Verwaltungszentrum des Yallaroi Shire, bis dieses mit dem benachbarten Bingara Shire zum Gwydir Shire verschmolzen wurde. Das erste Postamt wurde am 18. Januar 1848 eröffnet.

## Wirtschaft
Warialda dient als Unterzentrum für die umgebenden landwirtschaftlich genutzten Gebiete. Dort werden Weizen, Hirse und Gerste angebaut und es gibt Schaf- und Kälberzucht. Einige Einwohner der Gegend verdienen auch etwas Geld mit der Jagd auf Wildschweine, die samt und sonders exportiert werden, vorwiegend nach Deutschland. Auf dem australischen Markt gibt es kein Wildschweinfleisch.
Landwirtschaft, Gesundheitsvorsorge und Bildung sind die wichtigsten Wirtschaftszweige. Daneben gibt es einen Supermarkt, einen Gemischtwarenladen, einen Metzger, Pubs, einen Golf- und Bowlingclub und weitere kleine Geschäfte.

## Verkehr
Der Gwydir Highway (Australian Route 38) verläuft von Westen nach Osten durch die Stadt entlang der Stephen Street, die gleichzeitig einer der beiden Hauptstraßen von Warialda ist. Westlich von Warialda mündet der Fossickers Way (Staatsstraße 95) in den Gwydir Highway. Diese Touristenstraße bildet die Verbindung nach Tamworth im Süden. Die Staatsstraße 95 führt von der Stadt aus als Warialda Road weiter nach Norden zum Bruxner Highway (Australian Route 44).
Über die Eisenbahnverbindung CountryLink ist Warialda täglich – außer dienstags – nach Inverell und Tamworth angebunden, von wo man auch nach Sydney weiterfahren kann. Darüber hinaus gibt es eine dreimal wöchentlich bediente Buslinie nach Grafton, von wo aus man nach Brisbane und Moree weiterreisen kann. Die Haltestelle für den CountryLink-Bus befindet sich vor dem Fremdenverkehrsamt.

## Kirchen

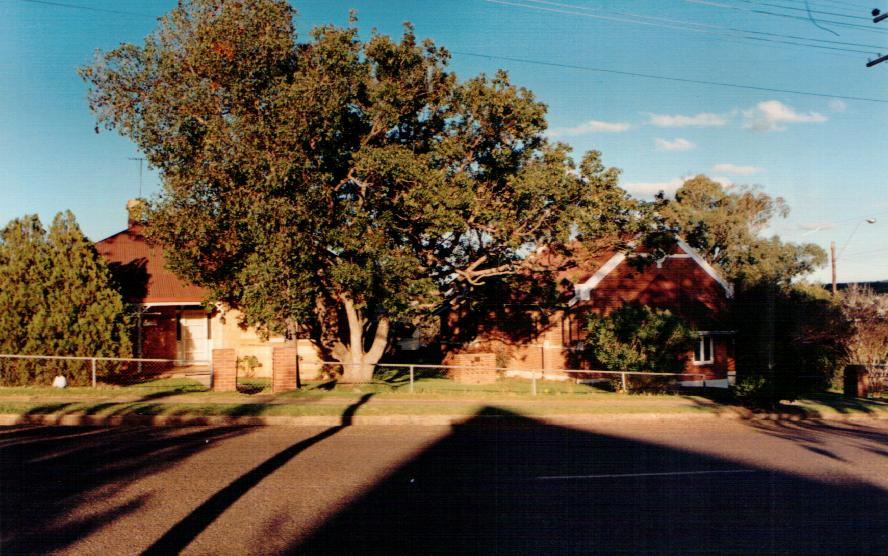
Presbyterianische Kirche und Manse St. Stephen, Warialda

In Warialda gibt es je eine anglikanische, römisch-katholische und presbyterianische Kirchengemeinde, sowie eine Uniting Church.
Die anglikanische und die katholische Kirche stehen am Gwydir Highway am Südufer der Warialda Creek.

### Presbyterianische Kirche
Die presbyterianische Kirche St. Stephen liegt an der Ecke Stephen Street und Long Street. Ihre Front besitzt drei bemalte Glasfenster, die den Guten Hirten (Joh., Kap. 10) als australische Szene zeigen.
Die presbyterianische Manse besteht aus von Häftlingen behauenem Sandstein, aus dem früher das alte Stadtgefängnis bestand. Ein örtlicher Grundstücksbesitzer nutzte diese Steine zum Bau seines eigenen Hauses und stiftete den Rest der Steine der Kirche. Auf der Manse finden sich noch Gefängniskritzeleien, wie z. B. „Hier ist die Hölle!“ auf dem Kopf stehend am Bürofenster außen und „Herr erinnere Dich meiner!“ an der Rückseite des Gebäudes.

## Bildung
In Walrialda gibt es etliche Bildungseinrichtungen, z. B. Vorschulen, staatliche und katholische Schulen, eine Niederlassung des TAFE (Erwachsenenbildung) und Berufsbildungsstätten.
Die Warialda Public School ist eine der ältesten staatlichen Schulen in New South Wales. Sie wurde 1851 gegründet. Die Warialda High School wurde als exzellente Schule ausgewiesen. St. Joseph's Catholic School bietet Bildung von der Vorschule bis zur 6. Jahrgangsstufe.

## Sehenswürdigkeiten
Zwischen Warialda und Inverell liegt am Gwydir Highway der Cranky Rock. Der Legende nach sprang im 19. Jahrhundert eine Chinese, der von der örtlichen Polizei verfolgt wurde, von diesem Felsen in einen Bach. Cranky Rock ist heute ein beliebter Picknickplatz.

## Veranstaltungen
2008 fand das erste Honigfestival in Warialda statt. Den ganzen Tag über gibt es ein Unterhaltungsprogramm mit örtlichen Künstlern. Darüber hinaus gibt es einen Markt mit Buden und Erfrischungsgetränken. Als Höhepunkt des Tages findet um 14:00 Uhr ein Straßenumzug mit farbigen Wagen statt, die von örtlichen Vereinen gebaut wurden und mit deren Mitgliedern bemannt sind. Am 21. November 2009 wurde das Festival zum zweiten Mal abgehalten.

## Bekannte Einwohner
In Warialda wurde Elizabeth Kenny (1880–1952), die weltbekannte Pionierin auf dem Gebiet der Behandlung der Poliomyelitis, geboren. Das Taufbecken, in dem Schwester Kenny getauft wurde, befindet sich in der Church of England in der Stewart Avenue und ist auch heute noch in Gebrauch.
Ebenfalls wurde hier Olive Rose Fitzhardinge (1881–1956), die in den 1930er-Jahren eine bekannte Rosenzüchterin in Warrawee war (was auch der Name ihrer am meisten bekannten Rose ist), geboren.